# Scythropochroa micropalpa
Scythropochroa micropalpa är en tvåvingeart som beskrevs av Werner Mohrig 1996. Scythropochroa micropalpa ingår i släktet Scythropochroa och familjen sorgmyggor. Inga underarter finns listade i Catalogue of Life.